# Yutch'Én
Yutch'Én es una localidad del municipio de Larráinzar ubicado en la región de Los Altos del estado mexicano de Chiapas. Hasta 2010 la localidad era conocida como Yuchén Carrizal.

## Geografía
La localidad de Yutch'Én se sitúa en las coordenadas geográficas 16°57′02″N 92°47′11″O / 16.950556, -92.786389, a una elevación de 1,488 metros sobre el nivel del mar.

## Demografía
Según el Censo de Población y Vivienda 2020, efectuado por el Instituto Nacional de Estadística y Geografía, la localidad de Yutch'Én tiene 153 habitantes, de los cuales 78 son del sexo masculino y 75 del sexo femenino. Su tasa de fecundidad es de 2.68 hijos por mujer y tiene 33 viviendas particulares habitadas.
| Gráfica de evolución demográfica de Yutch'Én entre 1921 y 2020 |
|                                                                |
| INEGI.                                                         |